# Jonas Juozapaitis
Jonas Juozapaitis (* 25. April 1945 in Dvariūkai, Rajongemeinde Pakruojis) ist ein litauischer Politiker.

## Leben
Von 1952 bis 1961 lernte er in der Schule Dvariūkai bei Pakruojis, von 1968 bis 1974 im Technikum-Sovchos in Vabalninkas, von 1975 bis 1979 studierte er an der Parteihochschule in Vilnius.
Von 1965 bis 1968 leistete er den Sowjetarmeedienst, von 1987 bis 1990 leitete den Kolchos „Nemunas“, von 1997 bis 2004 war er Bürgermeister der Rajongemeinde Pakruojis, von 2004 bis 2012 Mitglied im Seimas.

## Quelle
- 2008 m. Lietuvos Respublikos Seimo rinkimai - Lietuvos socialdemokratų partija - Iškelti kandidatai (Memento vom 3. November 2013 im Internet Archive)

| Personendaten    | Personendaten                              |
| ---------------- | ------------------------------------------ |
| NAME             | Juozapaitis, Jonas                         |
| KURZBESCHREIBUNG | litauischer Politiker                      |
| GEBURTSDATUM     | 25. April 1945                             |
| GEBURTSORT       | Dvariūkai, Rajon Pakruojis, Litauische SSR |